# Ганс Геккер
Ганс Геккер (нім. Hans Hecker; 26 лютого 1895, Дуйсбург, Рейнська провінція — 1 травня 1979, Ганноверш-Мюнден, Нижня Саксонія) — німецький воєначальник, генерал-майор. Командир інженерних частин і деяких дивізій вермахту. Кавалер Лицарського хреста Залізного хреста.

## Кар'єра[1]
| Дата вступу на посаду/місце служби   | Посада/місце служби                                |
| ------------------------------------ | -------------------------------------------------- |
| 2 серпня 1914                        | 1-й лотарінзький польовий артилерійський полк № 33 |
| 1915                                 | 1-й лотарінзький інженерний батальйон № 16         |
| 1917                                 | Ад'ютант саперного батальйону № 328                |
| 1919                                 | Перейшов у піхоту                                  |
| 1 січня 1924                         | 6-й інженерний батальйон (прусський)               |
| 1 листопада 1924                     | 6-й артилерійський полк (прусський)                |
| 1925                                 | 6-й інженерний батальйон (прусський)               |
| 1 квітня 1930                        | Комендатура Марієнбурга                            |
| 1 березня 1932                       | Командир 1-го інженерного батальйону (прусського)  |
| 15 квітня 1934                       | Інструктор піхотної школи Дрездена                 |
| 1 січня 1935                         | Інструктор військової академії Дрездена            |
| 1 січня 1936                         | Інспектор інженерних частин                        |
| ???                                  | Інспектор інженерних частин при ОКГ                |
| 10 листопада 1938 — 1 листопада 1941 | Командир 29-го інженергного батальйону             |
| 1 листопада 1941                     | В резерві                                          |
| 15 січня 1942                        | Командир інженерних частин танкової групи «Африка» |
| 30 січня 1942                        | Командир інженерних частин танкової армії «Африка» |
| 1 грудня 1942                        | В резерві                                          |
| 11 лютого 1943                       | Командир 345-ї піхотної дивізії                    |
| ???                                  | Командир 29-ї моторизованої дивізії                |
| 22 січня 1944 — 11 квітня 1944       | Командир 26-ї танкової дивізії                     |
| 1 березня — 3 жовтня 1944            | Командир 3-ї танкової дивізії                      |
| 3 жовтня 1944                        | В резерві                                          |
| 3 травня 1945—1947                   | В полоні                                           |

## Звання[1]
| Дата присвоєння | Звання                          |
| --------------- | ------------------------------- |
| 2 серпня 1914   | Фанен-юнкер                     |
| травень 1915    | Фенріх                          |
| 1 липня 1917    | Лейтенант                       |
| 31 липня 1925   | Обер-лейтенант                  |
| 1 квітня 1933   | Гауптман (капітан)              |
| 1 жовтня 1936   | Майор                           |
| 1 грудня 1939   | Оберст-лейтенант (підполковник) |
| 17 грудня 1941  | Оберст (полковник)              |
| 1 червня 1944   | Генерал-майор                   |

## Нагороди[1]

### Перша світова війна
- Залізний хрест 2-го і 1-го класу
- Залізний хрест 1-го класу

### Міжвоєнний період
- Почесний хрест ветерана війни з мечами
- Медаль «За вислугу років у Вермахті» 4-го, 3-го, 2-го і 1-го класу (25 років)

### Друга світова війна
- Застібка до Залізного хреста 2-го і 1-го класу
- Хрест Воєнних заслуг 2-го і 1-го класу з мечами
- Лицарський хрест Залізного хреста (5 серпня 1940)
- Німецький хрест
  - В сріблі (19 вересня 1942)
  - В золоті (19 вересня 1942)
- Відзначений у Вермахтберіхті (2 червня 1944)
- Нарукавна стрічка «Африка»
- Нагрудний знак «За участь у загальних штурмових атаках» в сріблі
- Командор колоніального ордена Зірки Італії
- Срібна медаль «За військову доблесть» (Італія)